# مجموعة خليلي للمنسوجات السويدية
مجموعة خليلي للمنسوجات السويدية هي مجموعة خاصة من فنون النسيج جمعها الباحث البريطاني والمُجمع والمُحسن ناصر د. خليلي. قام ببناء المجموعة على مدار 25 عامًا وتحتوي على 100 عمل. وهي واحدة من ثماني مجموعات جمعها خليلي وحفظها ونشرها وعرضها وتعتبر كل منها من بين أهم المجموعات في مجالها. في عام 2008 وُصفت بأنها "المجموعة الشاملة الوحيدة للمنسوجات المسطحة السويدية خارج البلاد". تتكون المجموعة في الغالب من ألواح نسيجية ووسائد وأغطية أسرة من منطقة سكانيا في جنوب السويد والتي يعود تاريخها في الغالب إلى فترة مائة عام بين منتصف القرنين الثامن عشر ومنتصف القرن التاسع عشر. صُنعت غالبية القطع في المجموعة لحفلات الزفاف في المنطقة. وبينما لعبت دورًا في الاحتفالات إلا أنها كانت أيضًا انعكاسًا لفن ومهارة النساج. غالبًا ما تتكون تصميماتهم من رسوم توضيحية رمزية للخصوبة والحياة الطويلة. يكتب خليلي أنه أنشأ المجموعة بسبب ميل مؤرخي الفن والجمهور إلى التقليل من قيمة الفن الذي يكون مبدعوه مجهولين.

## الخلفية: العصر الذهبي لفن النسيج السويدي

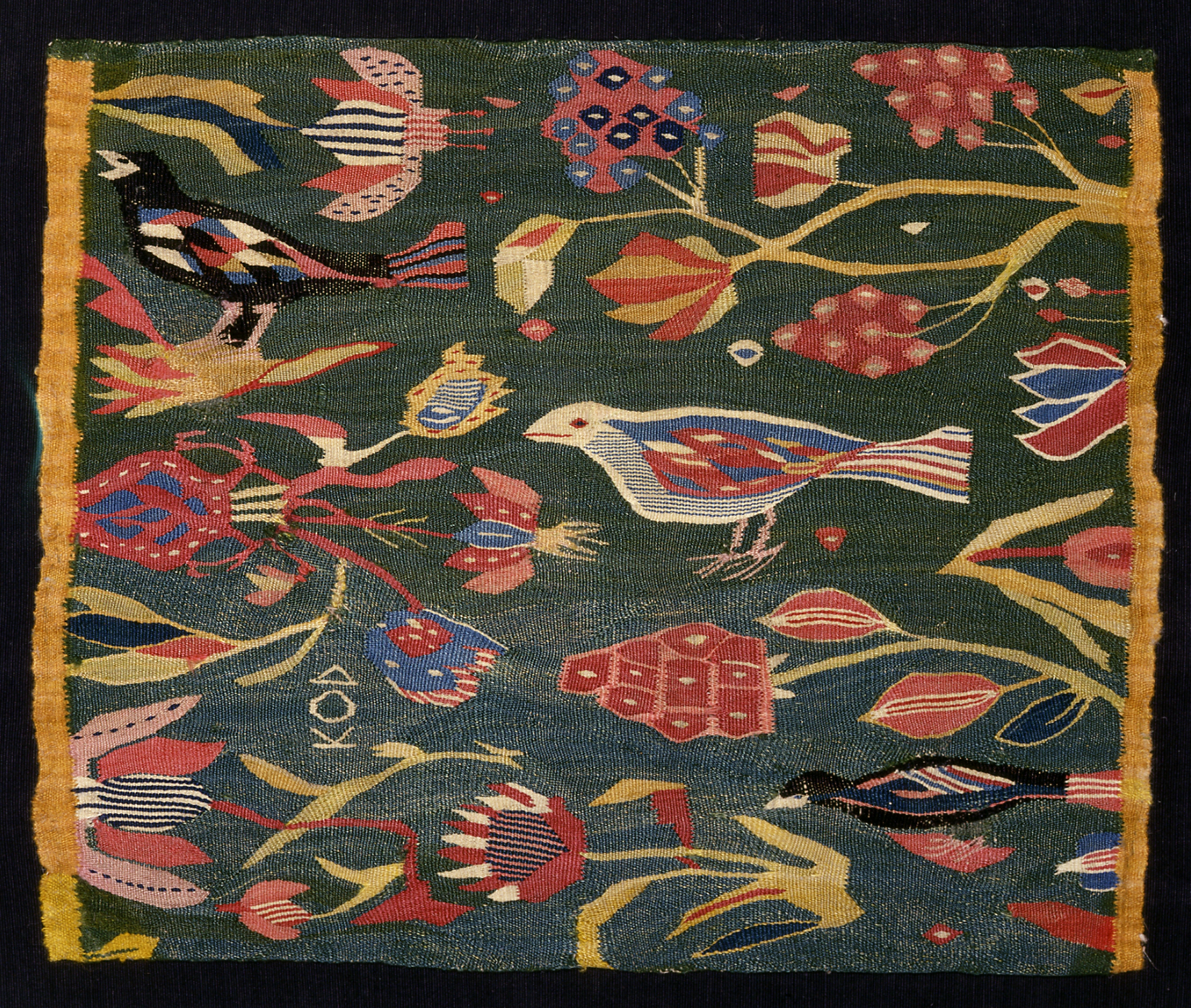
نسيج ذيل الحمامة (طيور وكروم) من منطقة تورنا أو بارا سكانيا أواخر القرن الثامن عشر

ازدهر فن النسيج اليدوي في سكانيا من منتصف القرن الثامن عشر إلى منتصف القرن التاسع عشر. كان العمل في سكانيا في الغالب في الزراعة وكان أوائل القرن الثامن عشر وقتًا من السلام والازدهار النسبي للمزارعين مع أوبئة أقل بكثير من ذي قبل. وثم كان لدى نساء العائلات المالكة للأراضي اللاتي لديهن مهارات صنع الملابس والمفروشات وقت فراغ ومواد لصنع المنسوجات مع التركيز على الجمال بدلاً من استخدامها كغطاء. وعادةً ما تُحفظ هذه المنسوجات في صندوق خشبي ولا يُخرج إلا في المناسبات الخاصة أو للتهوية. وغالبًا ما يكون لدى المزارع الغنية غرفة مخصصة لهذه الصناديق.
كان مبدعو هذه الأعمال من النساء فقط : زوجات المزارعين أو أفراد الأسرة الإناث الأخريات أو الخادمات في بعض الأحيان. تحمل بعض الأعمال الأحرف الأولى لكن هوية المبدعين غير معروفة. كان إنشاء المهر تقليدًا مهمًا وفي كل حفل زفاف كانت العروس تُظهر مهارتها من خلال إنشاء منسوجات فريدة ذات زخارف رمزية. منذ منتصف القرن التاسع عشر فصاعدًا بيعت المجموعات في الغالب ووضعها للاستخدام اليومي مما جعلها عرضة للارتداء. لم ينجُ سوى بضعة آلاف من الأعمال من هذه الفترة سليمة حتى يومنا هذا.

## التقنيات والتصاميم

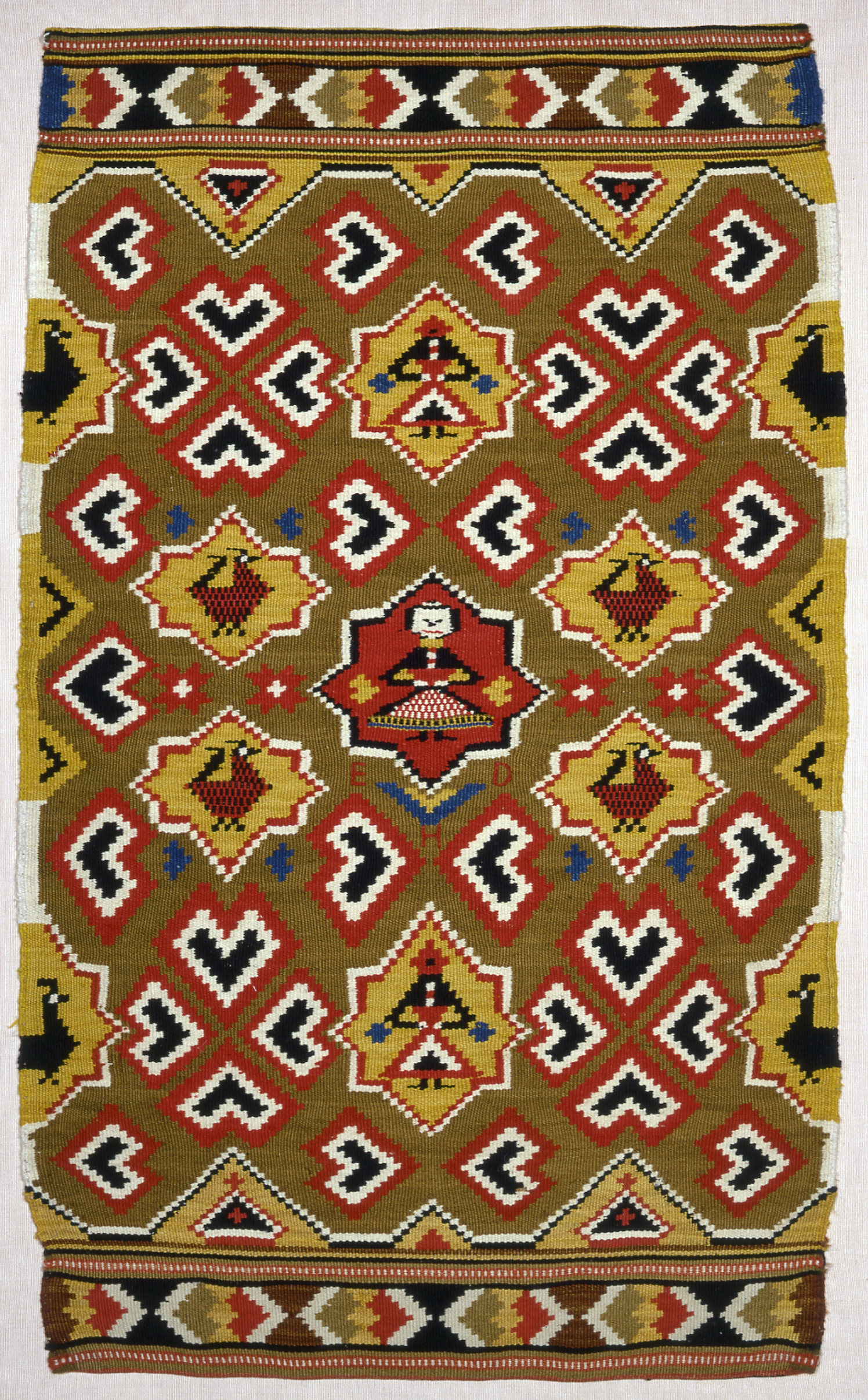
نسيج متشابك (نساء وطيور في النجوم والقلوب) من منطقة إنجلستاد سكانيا النصف الأول من القرن التاسع عشر

- نسيج ذيل الحمامة ويسمى أيضًا فلامسكف (النسيج الفلمنكي) : سُميت بهذا الاسم نسبةً إلى الوصلات بين مناطق اللون حيث تتصل خيوط اللحمة من مناطق مختلفة حول خيط السدى نفسه.[13] كانت هذه التقنية شائعة بين أسر مالمو الثرية من منتصف القرن السادس عشر إلى منتصف القرن الثامن عشر.[14] فُقدت العديد من المفروشات من هذه الحقبة في الحرب والحرائق.[14] عادةً ما تكون هذه المفروشات مصورة حيث تصور أشخاصًا أو حيوانات أو زهورًا على خلفية داكنة.[15] كانت المشاهد الدينية وخاصة البشارة موضوعات شائعة.[15] كان الصيد موضوعًا شائعًا آخر.[16]
- نسيج متشابك أو الروان (تهجئات مختلفة) :[17] كان النسيج المزدوج المتشابك حيث تتشابك خيوط اللحمة على ظهر النسيج تقنية شائعة في جنوب السويد.[18] كانت تصميمات هذه المفروشات هندسية عادةً بما في ذلك النجوم والوريدات والمثمنات. كانت الأنماط المتعرجة التي تمثل البرق بمجموعة متنوعة من الألوان والعروض تُستخدم عادةً كزخرفة ونمط خلفية.[19] استخدمت المفروشات المتشابكة في الغالب الكتان لخيوط السدى والصوف لللحمة مع استخدام ألياف أخرى مثل القنب والجوت والقطن بشكل أقل تكرارًا.[20]
- النسج البسيط : كانت النسج البسيطة ذات النمط القليل أو بدون نمط تُستخدم عادةً لأجزاء من الأقمشة بما في ذلك الدعامات أو الأساسات التي تُضاف إليها طبقات زخرفية أكثر.[19]
- نمط اللحمة : في نمط اللحمة المستمر لا تدور خيوط اللحمة عند حافة الزخرفة.[21] في نمط اللحمة الإضافية تنتج النمط من خلال مجموعة إضافية من خيوط اللحمة.[21] هذه تقنية قديمة يعود تاريخها إلى عصر الفايكنج وكانت تستخدم غالبًا لظهور المنسوجات التي قاموا بإنشاء واجهتها باستخدام نسيج متشابك.[21] هناك العديد من الأنماط المميزة لنمط اللحمة الإضافية بما في ذلك لدغة السلطعون ("فخ السلطعون") ونصف سلطعون وحزام الراهب ("حزام الراهب") وتحميل و دوكاجانغ ("مسار الجدول").[22]
- نسج الوبر المعقود : تخبط كانت المنسوجات المكدسة شائعة كأغطية للوسائد أو الأسرّة منذ القرن الثامن عشر فصاعدًا. كان الصوف الملون يُلف حول أزواج من خيوط السدى لإنشاء سطح الوبر إما بقصه أو تركه كحلقات.[23]
- التطريزات : يمكن أن تكون هذه شاترسون ("تطريز الصوف") الذي يحتوي على نمط مطرز على خلفية سادة أو كورستين ("تطريز متقاطع ") و غرزة النزاع ("غرزة ملتوية") والتي تتضمن سطحًا مطرزًا بالكامل.[24]

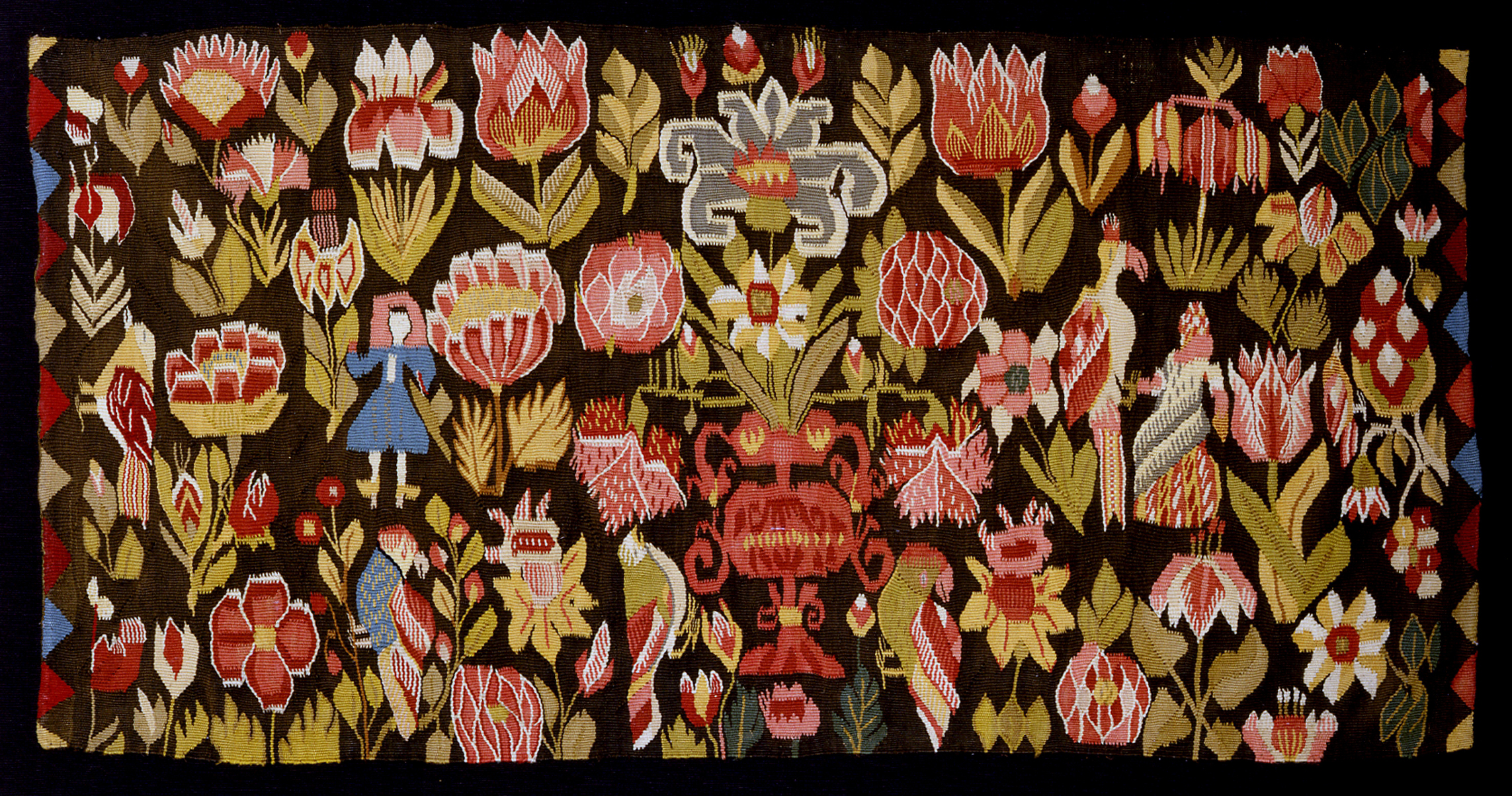
نسيج ذيل الحمامة (الزهور والطيور والأشخاص) من منطقة تورنا سكانيا النصف الثاني من القرن الثامن عشر

تستخدم المنسوجات أشكالًا مختلفة من مجموعة من الزخارف التصميمية بما في ذلك مشاهد الصيد والنجوم والأشكال الهندسية. ومع أن ذلك يختلف كل نسيج عن الآخر ويختلف من حيث اللون والحجم والموضع ومزيج الزخارف. تُظهر التصميمات الكثير من التشابه عبر التقنيات المختلفة باستثناء نسيج ذيل الحمامة الذي تكون تصميماته أكثر واقعية وطبيعية. في حين أن الحيوانات المنمقة داخل المثمنات هي زخارف شائعة للمنسوجات الأخرى فإن نسيج ذيل الحمامة غالبًا ما يكون له حيوان أو طائر طبيعي داخل دائرة. نادرًا ما تغامر صانعة المنسوجات خارج قريتها لذلك كانت صورها مستمدة من الطبيعة ومن الخرافات والدين المحليين. كان هناك تأثير آخر وهو فن النسيج من ثقافات أخرى. لآلاف السنين قاموا بتداول المنسوجات في جميع أنحاء أوروبا وآسيا ومن المعروف أن التصميمات التصويرية من الشرق الأدنى قد قاموا باستيرادها إلى السويد بحلول القرن الرابع عشر أو الخامس عشر.

## الأعمال الموجودة في المجموعة

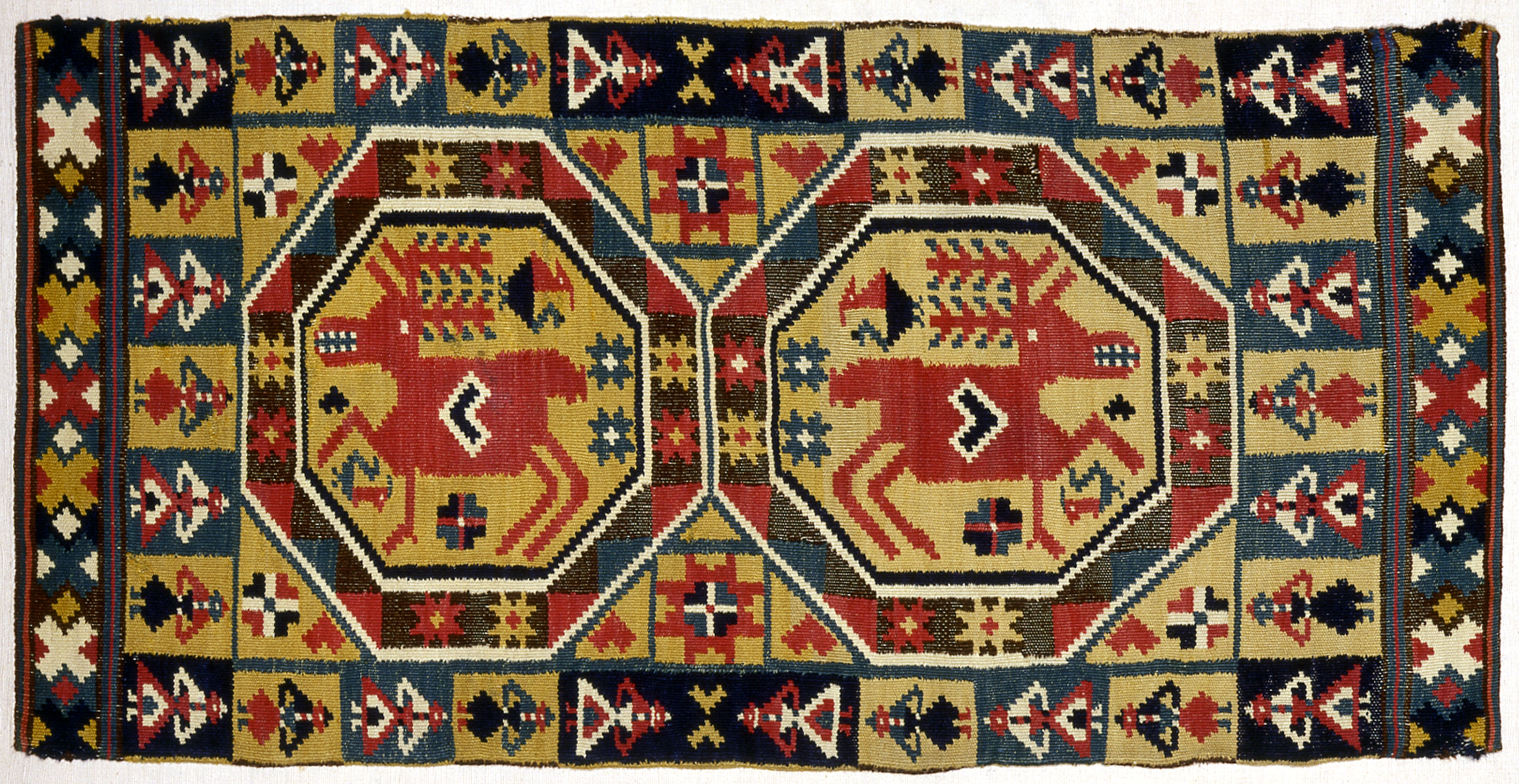
نسيج متشابك (رنة في مثمنات مع أشخاص) من منطقة إنجلستاد أو هيرستاد سكانيا النصف الأول من القرن التاسع عشر

تُظهر الأعمال الفنية المائة في مجموعة خليلي تنوع ومهارة فناني النسيج السويديين. تتميز المجموعة بقوة خاصة في المفروشات المتشابكة ومفروشات ذيل الحمامة ولكنها تحتوي أيضًا على أمثلة على التقنيات الأخرى. بعض التصميمات عبارة عن أنماط متكررة بينما يحتوي البعض الآخر على تصميم مبني حول زخرف مركزي. الزخارف الشائعة جدًا هي الأشخاص أو الحيوانات أو الطيور داخل مثمنات أو دوائر وتتمثل معظم التباديل بين المخلوقات والأشكال الهندسية في المجموعة. تصور خمسة أشياء في المجموعة غزالًا راقصًا مفتوح الفم داخل مثمنات وهو التصميم الأكثر قيمة للمنسوجات السويدية. يحتوي أحد أغطية السرير المتقنة بشكل خاص على ستة مثمنات يحتوي كل منها على مشاهد مصورة لأشخاص أو خيول. تصور المفروشات المتشابكة خيول النهر (خيول أسطورية ذات قرون) وقطعة قماش من الكتان بنقوش إضافية تصور أسودًا.
تميل المفروشات ذات ذيل الحمامة إلى أن تكون أكثر تصويرية وواقعية من الأنواع الأخرى من المنسوجات وينعكس هذا في المجموعة من خلال المفروشات التي تصور البشارة والأسود الحمراء والترتيبات الزهرية الطبيعية. تعد تصميمات الشبكة الزهرية المتصاعدة ميزة أخرى تحدث عبر العديد من الأشياء. من المحتمل أن يعكس هذا التصميم التأثير الإيطالي. يتجسد نمط العقد المتشابكة الموجود في العديد من أنواع الفنون الزخرفية في الأعمال المطرزة وغطاء الوبر المعقود في المجموعة. يُعتقد أن نسج الوبر المعقود هذا نشأ في كالاندسو بسبب تصميمه.
سجادة ماربي هي سجادة ذات وبر معقود عُثر عليها في كنيسة في يامتلاند وسط السويد عام ١٩٢٥. يُعتقد أنها من الأناضول في القرن الرابع عشر أو الخامس عشر. تُصوّر أزواجًا من الطيور تواجه شجرة تحت جناحي طائر كبير وهي السجادة الشرقية الوحيدة المعروفة بهذا التصميم. نسخت العديد من المنسوجات السويدية هذا التصميم وربما نسخت هذه السجادة تحديدًا ويوجد أحد هذه التطريزات المتقاطعة في مجموعة خليلي.

## المعارض
مع أن المجموعة ليست معروضة بشكل دائم للعامة إلا أن المعارض العامة في ثلاث دول استقطبت مقتنيات من المجموعة حصريًا.
- "فن النسيج السويدي : مجموعة الخليلي" فبراير-مارس 1996 مؤسسة آي كيه بيلدامارناس فاتنتورن مالمو السويد
- "منسوجات سكاني القرن الثامن عشر والتاسع عشر قرون في المجموعة خليلي" مارس-مايو 2000 المركز الثقافي السويدي باريس فرنسا.
- "نصب تذكاري للحب : منسوجات زفاف سويدية من مجموعة خليلي" سبتمبر/أكتوبر 2003 معرض جامعة بوسطن للفنون بوسطن ماساتشوستس الولايات المتحدة الأمريكية

### ملحوظات
1. 1 2 3 4 5  "The Eight Collections". nasserdkhalili.com. مؤرشف من الأصل في 2025-06-20. اطلع عليه بتاريخ 2024-06-13.
2. 1 2 3 4 5  Franses 1996، صفحة 10.
3. ↑  "The Khalili Collections major contributor to "Longing for Mecca" exhibition at the Tropenmuseum in Amsterdam". UNESCO. United Nations Educational, Scientific and Cultural Organization. 16 أبريل 2019. مؤرشف من الأصل في 2022-04-07. اطلع عليه بتاريخ 2020-02-14.
4. ↑  Moore، Susan (17 مارس 2008). "The collection is a symphony". Financial Times. مؤرشف من الأصل في 2024-06-07. اطلع عليه بتاريخ 2019-09-30.
5. 1 2  Khalili 1996، صفحة 8.
6. 1 2  Hansen 1996، صفحة 21.
7. ↑  Hansen 1996، صفحة 17.
8. ↑  Hansen 1996، صفحات 21, 28, 36.
9. ↑  Hansen 1996، صفحة 36.
10. ↑  Hansen 1996، صفحة 39.
11. 1 2  Franses 1996، صفحة 9.
12. ↑  Hansen 1996، صفحة 40.
13. 1 2  Hansen 1996، صفحة 53.
14. 1 2  Hansen 1996، صفحة 54.
15. 1 2  Hansen 1996، صفحة 58.
16. ↑  Hansen 1996، صفحة 60.
17. ↑  Hansen 1996، صفحة 71.
18. ↑  Hansen 1996، صفحة 65.
19. 1 2  Hansen 1996، صفحة 77.
20. ↑  Hansen 1996، صفحات 153, 166.
21. 1 2 3  Hansen 1996، صفحة 79.
22. ↑  Hansen 1996، صفحة 80.
23. ↑  Hansen 1996، صفحة 83.
24. 1 2  Hansen 1996، صفحة 89.
25. 1 2  Franses 1996، صفحة 14.
26. 1 2 3 4 5  Franses 1996، صفحة 12.
27. ↑  Hansen 1996، صفحات 47, 49.
28. 1 2 3  Franses 1996، صفحة 13.
29. ↑  Franses 1996، صفحة 15.
30. ↑  Franses 1996، صفحة 11.

## قراءة إضافية
- Khalili، David (2023). The Art of Peace: Eight collections, one vision. London: Penguin Random House. ص. 93–98. ISBN:978-1-52991-818-2.

## روابط خارجية
- الموقع الرسمي